# 土曜倶楽部
- NHK教育テレビジョンで放送された番組。本項で詳述。
- CBCテレビで土曜午後に設けられている単発番組枠。

『土曜倶楽部』（どようくらぶ）は、1987年4月11日から1990年3月17日までNHK教育テレビジョンで放送された、若者向けのトーク番組・教養番組である。放送時間は毎週土曜 22:30 - 23:30（JST）であった 。

## 概要
前番組『YOU』の後継番組として放送開始した。これまでの若者を集めて討論するというスタイルを踏襲しつつ、新たに参加者たちにあらゆる体験にチャレンジさせるなどの新機軸も導入した。
また、番組後半には夏目房之介の「講座」コーナーがあった。「初恋の証明」、「バレ・チョコの愛の三角測定法」、「御不浄の攻撃性」、「マンガにおける涙の考察」、「コンビニエンス・ストアと若者の走光性」、「昭和史の謎・カレーパン」など、それまであまり語られることがなかったテーマから突拍子もない定理、公式、証明に当てはめて講義するスタイルだった。夏目が評論家として活動するきっかけとなったコーナーで、後に書籍化された。
前番組『YOU』同様、通常は東京制作・放送だったが、月に1度、NHK大阪独自製作の大阪版が放送され、他の地方局の製作で放送されることもあった（大阪以外の地方局製作版については東京放送局製作版の司会者が司会を担当）。

## 出演者
- 司会
  - 初代：いとうせいこう[3][4]（1987年4月 - 1989年3月)
  - 二代目：えのきどいちろう（1989年4月 - 1990年3月）
  - 大阪版：笑福亭鶴瓶（前身番組『YOU』時代から引き続き担当）
- レギュラーゲスト
  - 山崎哲[4]
  - 島森路子[4]

## テーマ曲
- PSY・S（）「Mind Check」

## エピソード
1988年5月14日放送の「ヒット曲をつくっちゃおう 作詞家・秋元康に入門」にて、番組中にて視聴者や出演者の若者たちから歌詞として使えそうなフレーズを募集し、それを秋元康がまとめ、GO-BANG'Sがメロディーを付けるという企画があった。
「土曜でいたい」という曲名が付けられ、GO-BANG'Sのシングル「かっこイイ ダーリン」のカップリング曲として収録された。また、のちにアルバム『THE TVショー』にも収録された。

## 体験隊
写真家谷口雅彦が、専門学校生時に、「体験・保父さん」と「体験・ケーブルテレビ番組制作　視聴率100％に挑戦!」に体験隊として出演している。